# Gould (månekrater)
Gould er et nedslagskrater på Månen. Det befinder sig i den sydvestlige del af Månens forside og er opkaldt efter den amerikanske astronom Benjamin A. Gould (1824-1896)
Navnet blev officielt tildelt af den Internationale Astronomiske Union (IAU) i 1935. 

## Omgivelser
Gouldkrateret ligger i midten af Mare Nubium, øst-nordøst for det fremtrædende Bullialduskrater og syd for kraterresten Opelt.

## Karakteristika
Gouldkrateret er blevet oversvømmet af basaltisk lava, så kun rester af den ydre rand stikker op over overfladen af maret. Den mest intakte del af randen er den vestlige, som danner en buet højderyg. Der er en kortere rest af tilbageværende rand mod nordøst, som er delt i to af det lille krater Gould P. Der er kun små, lave højderygge til at markere omridset af det oprindelige krater mod nord og sydøst, og den sydlige rand er helt væk.
En catena, der er en kæde af små krateret, danner en linje som løber fra den sydlige del af kraterbunden og i sydvestlig retning.

## Satellitkratere
De kratere, som kaldes satellitter, er små kratere beliggende i eller nær hovedkrateret. Deres dannelse er sædvanligvis sket uafhængigt af dette, men de får samme navn som hovedkrateret med tilføjelse af et stort bogstav. På kort over Månen er det en konvention at identificere dem ved at placere dette bogstav på den side af satellitkraterets midte, som ligger nærmest hovedkrateret. Gouldkrateret har følgende satellitkratere:
| Gould | Længde  | Bredde  | Diameter |
| ----- | ------- | ------- | -------- |
| A     | 19,2° S | 17,0° V | 3 km     |
| B     | 20,5° S | 18,4° V | 3 km     |
| M     | 17,7° S | 17,2° V | 41 km    |
| N     | 18,4° S | 17,6° V | 17 km    |
| P     | 18,8° S | 16,6° V | 8 km     |
| U     | 18,2° S | 14,9° V | 2 km     |
| X     | 20,9° S | 16,9° V | 3 km     |
| Y     | 20,6° S | 15,8° V | 3 km     |
| Z     | 19,5° S | 15,1° V | 2 km     |

## Måneatlas
- Billeder af Gouldkrateret i LPI-måneatlasset
- USGS-kort